# 1130
1130 (MCXXX) fue un año común comenzado en miércoles del calendario juliano.

## Acontecimientos
- Inocencio II es elegido papa.
- Alfonso VII apresa al conde Pedro de Lara debido a sus intrigas y a los problemas que causaba en el reino.

## Nacimientos
- Benjamín de Tudela, viajero y escritor navarro.
- Guillermo de Tiro, arzobispo de Tiro e historiador de las Cruzadas.

## Fallecimientos
- 13 de febrero - Honorio II, papa.
- Bohemundo II de Antioquía, príncipe de Antioquía.